# Rudolf von Münster
Rudolf von Münster (* im 16. Jahrhundert; † nach 1587) war Domherr in Münster.

## Leben
Rudolf von Münster entstammte dem hochfreien westfälischen Adelsgeschlecht von Münster. Er war der Sohn des Veit von Münster zu Alst und Krechting und dessen Gemahlin Dorothea von Ermen. Auf Präsentation des Domherrn Gottfried von Schwarzburg erhielt er im Jahre 1564 eine münstersche Dompräbende. Im Jahre 1577 trat er der Juniorenpartei im Domkapitel bei, der u. a. die Domherren Johann Nagel, Georg Nagel und Rotger Ketteler angehörten. Diese bekannte sich zum evangelischen Glauben und spielte bei der Bischofswahl eine bedeutende Rolle. Rudolf wurde am 12. November 1579 Archidiakon von Stadtlohn, verzichtete zwei Jahre später und übernahm am 12. März 1581 die Propstei Beckum. Am 20. Dezember des Jahres kam er in den Besitz des Amtes Senden. Er verzichtete am 1. Februar 1582 auf alle Ämter.